# Rogério Pinheiro dos Santos
Rogéiro Pinheiro dos Santos, più noto come Rogério Pinheiro o, soprattutto in Asia, solo come Santos (Angra dos Reis, 21 aprile 1972), è un ex calciatore brasiliano, di ruolo difensore.

## Carriera
Ha giocato nella prima divisione brasiliana ed in quella sudcoreana.

## Palmarès

### Club

#### Competizioni statali
- Campionato paulista: 2

San Paolo: 1998, 2000

#### Competizioni interstatali
- Torneo Rio-San Paolo: 1

San Paolo: 2001

#### Competizioni internazionali
- Coppa CONMEBOL: 1

Botafogo: 1993